# Emilio Ambasz
Emilio Ambasz, né le 13 juin 1943 à Resistencia, est un architecte et designer industriel argentin.

## Biographie
Ambasz est titulaire d'un Master of Fine Arts (MFA) de l'Université de Princeton, obtenu en 1967. Il a enseigné à Princeton, ainsi qu'à la Hochschule für Gestaltung de Ulm en Allemagne en tant que professeur associé. Il fut conservateur du département d’architecture au Museum of Modern Art de New York durant les années 1970, et organisa notamment les expositions Italy: The New Domestic Landscape et The Architecture of Luis Barragan. En 1976, il fonda l'agence d'architecture Ambasz & Associates, basée à New York et à Bologne.
Ambasz Design a reçu plusieurs prix IDEA, remis par la Société américaine des designers industriels (IDSA), durant les années 1980 et 1990.

## Réalisations

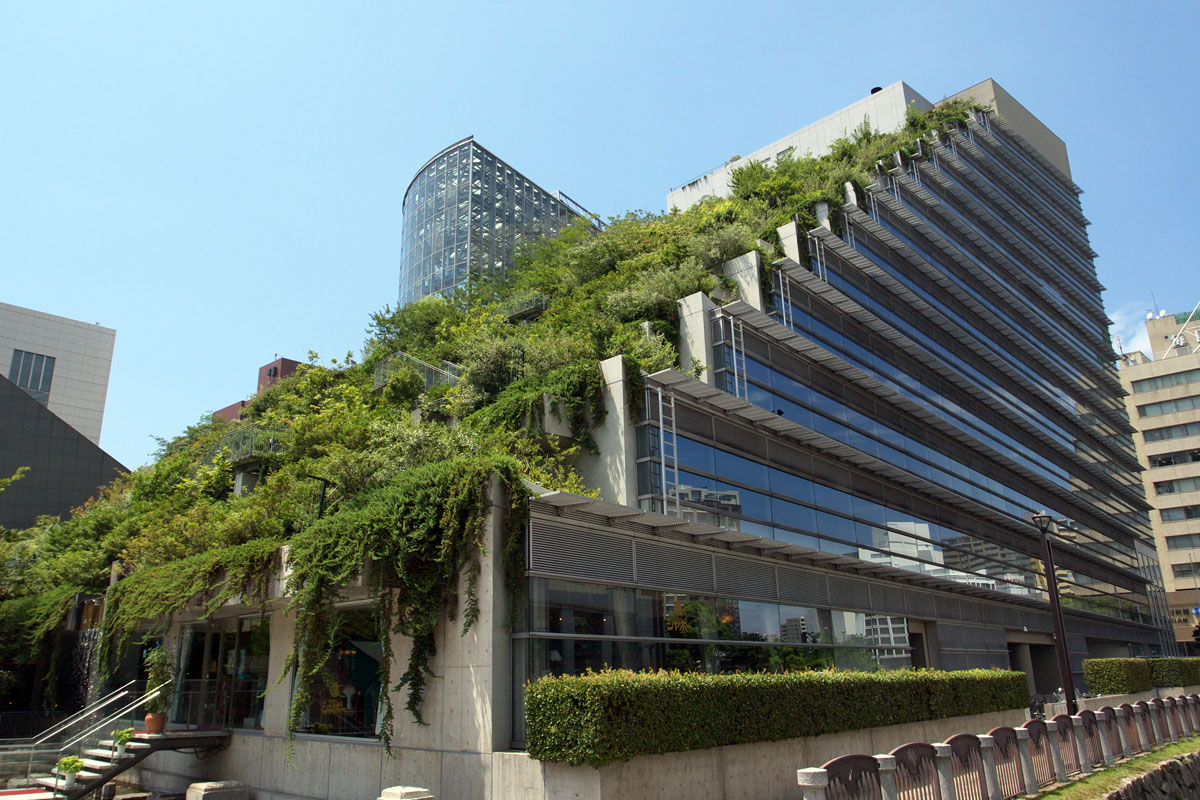
Centre d'échange culturel ACROS, à Fukuoka

- 2004-2007 : Ospedale di Mestre, Venise, Italie
- 2004-2007 : Banca degli Occhi del Veneto, Venise, Italie
- 2005 : Casa de Retiro Espiritual, El Ronquillo, Espagne
- 2000 : Lampione Saturno, Rome, Italie
- 1999 : Fukuoka Prefectural and International Hall, Fukuoka, Japon
- 1995 : Centre d'échange culturel ACROS, Fukuoka, Japon
- 1993 : Mycal Cultural and Athletic Center, Honshū, Japon
- 1988 : Lucille Halsell Conservatory of the San Antonio Botanical Center, États-Unis

### Ouvrages de Emilio Ambasz
- (en) Emilio Ambasz, Italy : The New Domestic Landscape : Achievements and Problems of Italian Design, Museum of Modern Art, 1972, 430 p. (ISBN 978-0-87070-393-5)
- (en) Emilio Ambasz, The architecture of Luis Barragán, Museum of Modern Art, 1976, 128 p. (ISBN 978-0-87070-233-4)
- (en) Emilio Ambasz, The Taxi Project : Realistic Solutions for Today, Museum of Modern Art, 1976, 160 p. (ISBN 978-0-87070-277-8)

### Ouvrages sur Emilio Ambasz
- (en) Mario Bellini et Emilio Ambasz, Emilio Ambasz : the Poetics of the Pragmatic : Architecture, Exhibit, Industrial and Graphic Design, Rizzoli, 1988, 334 p. (ISBN 978-0-8478-0967-7)
- (en) Peter Buchanan, Emilio Ambasz, Tadao Andō et Fumihiko Maki, Inventions : The Reality of the Ideal, Rizzoli, 1992, 360 p. (ISBN 978-0-8478-1607-1)
- (en) Terence Riley, Tadao Andō et Emilio Ambasz, Emilio Ambasz : Natural Architecture : Artificial Design, Electa, 2001, 455 p. (ISBN 978-88-435-7814-6)
- (en) Jerrilynn Denise Dodds, Michael Sorkin et Emilio Ambasz, Analyzing Ambasz, Monacelli Press, 2004, 208 p. (ISBN 978-1-58093-135-9)
- (en) Fulvio Irace, Paolo Portoghesi et Emilio Ambasz, Emilio Ambasz : A Technological Arcadia, Skira, 2004, 287 p. (ISBN 978-88-8491-823-9)
- (en) Michele Alassio, Peter Buchanan et Emilio Ambasz, Emilio Ambasz : Casa de Retiro Espiritual, Skira, 2005, 175 p. (ISBN 978-88-7624-336-3)